# Aleurodiscus fruticetorum
Aleurodiscus fruticetorum är en svampart som beskrevs av W.B. Cooke 1943. Aleurodiscus fruticetorum ingår i släktet Aleurodiscus och familjen Stereaceae.   Inga underarter finns listade i Catalogue of Life.